# Sebastián Báez
Sebastián Báez (* 28. prosince 2000 Buenos Aires) je argentinský profesionální tenista. Ve své dosavadní kariéře na okruhu ATP Tour vyhrál sedm singlových turnajů včetně dvou trofejí na Rio Open. Na challengerech ATP a okruhu ITF získal jedenáct titulů ve dvouhře a jeden ve čtyřhře.
Na žebříčku ATP byl ve dvouhře nejvýše klasifikován v březnu 2024 na 19. místě a ve čtyřhře v červenci téhož roku na 189. místě. Trénuje ho Sebastián Gutiérrez.
V juniorském tenise se stal v březnu 2018 světovou jedničkou. Během června postoupil do finále French Open 2018, v němž nestačil na Tchajwance Ceng Čchun-sina. Na Letních olympijských hrách mládeže 2018 v Buenos Aires vybojoval zlatou medaili ze čtyřhry, do níž nastoupil s krajanem Facundem Díazem. Pro Argentinu tak získali první zlatý kov z jakékoli olympijské soutěže v tenise.
V argentinském daviscupovém týmu debutoval v roce 2022 buenosaireským kvalifikačním kolem proti Česku, v němž vyhrál úvodní dvouhru nad Jiřím Lehečkou. Argentinci zvítězili 4:0 na zápasy. Do září 2025 v soutěži nastoupil k osmi mezistátnímu utkání s bilancí 3–5 ve dvouhře a 0–0 ve čtyřhře.
Argentinu reprezentoval na Letních olympijských hrách 2024 v Paříži, kde ve třetím kole dvouhry podlehl Řekovi Stefanos Tsitsipasovi.

## Tenisová kariéra
V rámci okruhu ITF debutoval v květnu 2016, když na turnaji v rodném Buenos Aires dotovaném 10 tisíci dolary v úvodním kole podlehl krajanovi Camilu Ugu Carabellimu. Jako dvacetiletý se v sezóně 2021 stal nejmladším tenistou v historii okruhu ATP Challenger Tour, který získal pět trofejí za jediný kalendářní rok. Z toho dvakrát triumfoval v chilské metropoli Santiagu, dále pak v Concepciónu, Záhřebu a v Buenos Aires, kde v říjnovém finále zdolal Thiaga Monteira. Stejného soupeře porazil v boji o titul i o měsíc později v Campinasu, kde si připsal šestý triumf. Po skončení premiérově pronikl do elitní světové stovky, když 22. listopadu 2021 figuroval na 97. příčce.

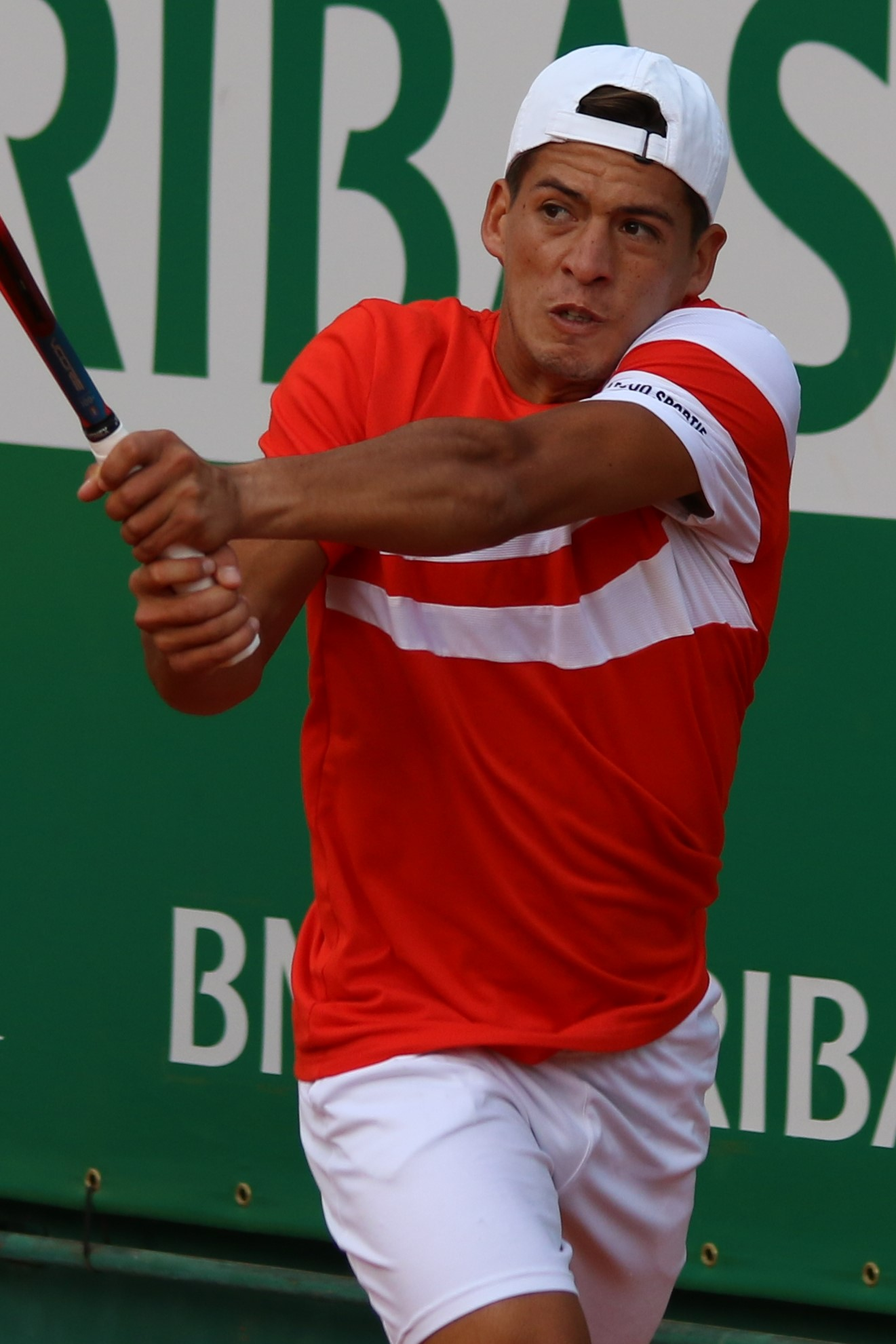
Bekhend na Monte-Carlo Masters 2022

Na okruhu ATP Tour debutoval březnovým Chile Open 2021, kde zvládl tříkolovou kvalifikaci, v jejímž závěru vyřadil krajana Nicoláse Kickera. Na úvod dvouhry jej zdolal dánský teenager Holger Rune. První zápas v této úrovni vyhrál na červencovém Hamburg European Open 2021. Hlavní soutěž si zahrál až jako šťastný poražený kvalifikant. V prvním kole ztratil jen tři hry s 89. hráčem žebříčku Corentinem Moutetem z Francie. Po odhlášení Jensona Brooksbyho získal místo na závěrečném Next Gen ATP Finals 2021 v Turínu pro nejlepší tenisty do 21 let. V rámci túry ATP se jednalo o jeho první turnaj na tvrdém povrchu. Po postupu ze základní skupiny nestačil v semifinále na Španěla Carlose Alcaraze.
Debut v hlavní soutěži nejvyšší grandslamové kategorie zaznamenal v mužském singlu Australian Open 2022. Po pětisetové bitvě v úvodním kole zdolal světovou čtyřiačtyřicítku Alberta Ramose-Viñolase, než jeho cestu zastavil čtvrtý muž klasifikace a pozdější semifinalista Stefanos Tsitsipas. Bodový zisk jej posunul do Top 80, na 77. místo. Premiérové kariérní čtvrtfinále si zahrál na únorovém Córdoba Open 2022. Ve druhém kole poprvé porazil člena světové dvacítky, osmnáctého v pořadí Cristiana Garína. Následně nenašel recept na dalšího Chilana Alejandra Tabila z druhé světové stovky. Do prvního finále túry ATP se probojoval na antukovém Chile Open 2022. V závěrečném duelu jej však přehrál Španěl Pedro Martínez z osmé desítky žebříčku, v jehož klasifikaci debutově pronikl do elitní šedesátky.

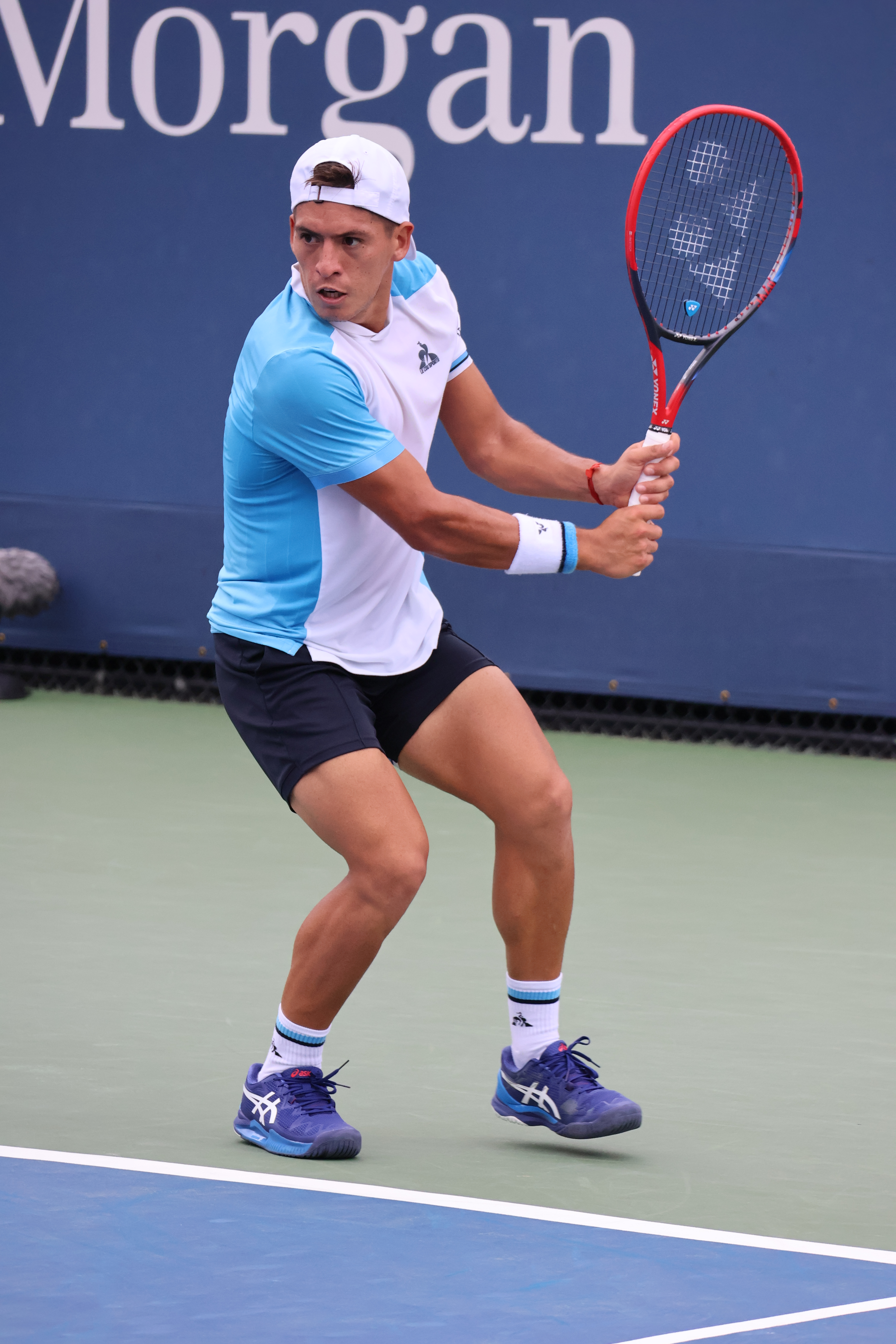
Bekhend na US Open 2023

První tři události v sérii Masters odehrál na jarních BNP Paribas Open 2022, Miami Open 2022 a Monte-Carlo Masters 2022, kde vždy skončil v úvodním kole. Titul na okruhu ATP Tour poprvé získal na antukovém Estoril Open 2022. Ve druhém kole si poradil se zkušeným třiadvacátým mužem klasifikace Marinem Čilićem. Cestou do finále přehrál tři bývalé šampiony portugalského turnaje, Joãa Sousu, Richarda Gasqueta a Ramose-Viñolase. V závěrečném utkání porazil americkou turnajovou pětku Francese Tiafoea po dvousetovém průběhu. Bodový zisk jej poprvé posunul do první čtyřicítky, jíž uzavíral. Z antukového Rio Open 2024 si odvezl první trofej v kategorii ATP 500. Do finále postoupil přes Thiaga Monteira a Francisca Cerúndola. V něm pak zdolal o rok mladšího krajana a kvalifikanta Mariana Navoneho, s nímž ztratil jen tři gamy. Po skončení se v závěru února 2024 poprvé posunul na 21. místo žebříčku.
Sedmou singlovou trofej ATP vybojoval na Rio Open 2025 po finálové výhře nad francouzskou světovou šedesátkou Alexandrem Müllerem ve dvou setech. Druhým triumfem v úrovni ATP 500 poprvé obhájil titul a vyhrál jeden z turnajů dvakrát. Na Rio Open se stal prvním dvojnásobným šampionem. Finálové vítězství představovalo jeho 73. vyhraný zápas na antuce od začátku sezóny 2022, nejvíce ze všech tenistů okruhu. Druhý Ruud ztrácel dvě výhry a třetí Alcaraz čtyři taková vítězství.

## Finále na okruhu ATP Tour

### Dvouhra: 11 (7–4)
| Legenda                   |
| ------------------------- |
| Grand Slam (0)            |
| Turnaj mistrů (0)         |
| ATP Tour Masters 1000 (0) |
| ATP Tour 500 (2–0)        |
| ATP Tour 250 (5–4)        |

| Stav      | č. | datum             | turnaj                       | kategorie | povrch | soupeř ve finále    | výsledek      |
| --------- | -- | ----------------- | ---------------------------- | --------- | ------ | ------------------- | ------------- |
| Finalista | 1. | 27. února 2022    | Santiago, Chile              | ATP 250   | antuka | Pedro Martínez      | 6–4, 4–6, 4–6 |
| Vítěz     | 1. | 1. května 2022    | Estoril, Portugalsko         | ATP 250   | antuka | Frances Tiafoe      | 6–3, 6–2      |
| Finalista | 2. | 17. července 2022 | Båstad, Švédsko              | ATP 250   | antuka | Francisco Cerúndolo | 6–7(4–7), 2–6 |
| Vítěz     | 2. | 12. února 2023    | Córdoba, Argentina           | ATP 250   | antuka | Federico Coria      | 6–1, 3–6, 6–3 |
| Vítěz     | 3. | 5. srpna 2023     | Kitzbühel, Rakousko          | ATP 250   | antuka | Dominic Thiem       | 6–3, 6–1      |
| Vítěz     | 4. | 26. srpna 2023    | Winston-Salem, Spojené státy | ATP 250   | tvrdý  | Jiří Lehečka        | 6–4, 6–3      |
| Vítěz     | 5. | 25. února 2024    | Rio de Janeiro, Brazílie     | ATP 500   | antuka | Mariano Navone      | 6–2, 6–1      |
| Vítěz     | 6. | 3. března 2024    | Santiago, Chile              | ATP 250   | antuka | Alejandro Tabilo    | 3–6, 6–0, 6–4 |
| Vítěz     | 7. | 23. února 2025    | Rio de Janeiro, Brazílie (2) | ATP 500   | antuka | Alexandre Müller    | 6–2, 6–3      |
| Finalista | 3. | 2. března 2025    | Santiago, Chile              | ATP 250   | antuka | Laslo Djere         | 4–6, 6–3, 5–7 |
| Finalista | 4. | 6. dubna 2025     | Bukurešť, Rumunsko           | ATP 250   | antuka | Flavio Cobolli      | 4–6, 4–6      |

## Tituly na challengerech ATP a okruhu ITF
| Legenda                |
| ---------------------- |
| Challengery (6 D; 0 Č) |
| ITF (5 D; 1 Č)         |

### Dvouhra (11 titulů)
| Č.  | datum         | turnaj                   | povrch | poražený finalista         | výsledek                |
| --- | ------------- | ------------------------ | ------ | -------------------------- | ----------------------- |
| 1.  | duben 2019    | Buenos Aires, Argentina  | antuka | Agustin Velotti            | 6–4, 6–0                |
| 2.  | červen 2019   | Tabarka, Tunisko         | antuka | Alexander Weis             | 6–2, 6–4                |
| 3.  | červenec 2019 | Tabarka, Tunisko         | antuka | Alexander Weis             | 6–2, 6–2                |
| 4.  | říjen 2019    | Rio de Janeiro, Brazílie | antuka | Tomás Martín Etcheverry    | 4–6, 6–4, 4–1skreč      |
| 5.  | leden 2020    | Monastir, Tunisko        | tvrdý  | Gauthier Onclin            | 6–1, 6–2                |
| 6.  | únor 2021     | Concepción, Chile        | antuka | Francisco Cerúndolo        | 6–3, 6–7(5–7), 7–6(7–5) |
| 7.  | březen 2021   | Santiago, Chile          | antuka | Marcelo Tomás Barrios Vera | 6–3, 7–6(7–4)           |
| 8.  | květen 2021   | Záhřeb, Chorvatsko       | antuka | Juan Pablo Varillas        | 3–6, 6–3, 6–1           |
| 9.  | říjen 2021    | Santiago, Chile          | antuka | Felipe Meligeni Alves      | 3–6, 7–6(8–6), 6–1      |
| 10. | říjen 2021    | Buenos Aires, Argentina  | antuka | Thiago Monteiro            | 6–4, 6–0                |
| 11. | listopad 2021 | Campinas, Brazílie       | antuka | Thiago Monteiro            | 6–1, 6–4                |

### Čtyřhra (1 titul)
| Č. | datum     | turnaj       | povrch | spoluhráč    | poražení finalisté          | výsledek      |
| -- | --------- | ------------ | ------ | ------------ | --------------------------- | ------------- |
| 1. | září 2020 | Praha, Česko | antuka | Pedro Cachín | Lucas Miedler Jan Zieliński | 7–6(7–4), 6–1 |

## Finále na juniorském Grand Slamu

### Dvouhra juniorů: 1 (0–1)
| Stav   | rok  | turnaj      | povrch | soupeř ve finále | výsledek      |
| ------ | ---- | ----------- | ------ | ---------------- | ------------- |
| Finále | 2018 | French Open | antuka | Ceng Čchun-sin   | 6–7(5–7), 2–6 |